# Incidente diplomático de Bolivia con España y México (2019-2020)
El incidente diplomático de Bolivia con España y México se inició el 27 de diciembre de 2019, cuando el gobierno de transición de la presidenta Jeanine Áñez acusó a diplomáticos españoles de intentar sacar a funcionarios bolivianos de la administración de Evo Morales que se encuentran asilados en la embajada de México en La Paz.
Los gobiernos de Bolivia y México ya habían tenido roces por el asilo y apoyo de este último al expresidente Evo Morales, que renunció al cargo por presión de las protestas de finales de 2019 ante un presunto fraude electoral en las elecciones generales de octubre de ese mismo año y que la OEA diera un informe de "manipulación dolosa". El gobierno mexicano liderado por Andrés Manuel López Obrador también había brindado refugio a otros funcionarios del gobierno de Morales, a quienes el nuevo gobierno de Jeanine Áñez les había abierto procesos de investigación por sus actuaciones en las protestas.

## Contexto

### Incidencias con México
Evo Morales ya asilado en México desde el 13 de noviembre de 2019, argumentaba que en Bolivia se dio un «golpe de Estado» contra él. México, junto a otros países regionales e internacionales, apoyaban esta posición. Para Bolivia, Morales estaba incitando a la población a la violencia, incluso el 22 de noviembre la fiscalía del país sudamericano acusó formalmente al expresidente de patrocinar sedición y terrorismo.
El 12 de diciembre de 2019 Morales se refugió en Argentina con permiso del recientemente elegido presidente Alberto Fernández; dicha situación puso en pausa por un periodo los enfrentamientos internacionales, ya que el gobierno de Áñez tomó más importancia a asuntos internos como programar nuevas elecciones generales para 2020.
El 26 de diciembre de 2019, el gobierno de México anunció que demandaría a Bolivia ante la Corte Internacional de Justicia por presuntos hostigamientos en su embajada de la La Paz, el país sudamericano aceptó acudir y consideraba «infundadas» las reclamaciones mexicanas.

### Incidencia con España
El gobierno de España pidió el 19 de noviembre de 2019 que en Bolivia se realice una «investigación independiente» ante una escalada de violencia ocurrida en la ciudad de Sacaba durante las protestas, en las cuales estaba implicado el gobierno de Áñez, este último informó que no había escalada de violencia mediante su cancillería.

## Crisis

### Embajada de México en La Paz, sitio de la confrontación
El 27 de diciembre de 2019, un día después del anuncio de la demanda mexicana, Bolivia denunció a la diplomacia española de «atropellar» su soberanía, pues un grupo de diplomáticos europeos intentaron ingresar con encapuchados a la embajada de México en la ciudad de La Paz para retirar a los funcionarios de Evo Morales, e integrantes del Movimiento Al Socialismo, de dicho edificio sin informarle nada al gobierno boliviano. La cancillería andina lanzó el siguiente comunicado:

...la Cancillería boliviana cursará una nota a la Cancillería del Reino de España denunciando estos atropellos y reclamando el cumplimiento riguroso de la Convención de Viena sobre relaciones diplomáticas.

La canciller boliviana Karen Longaric expresó que el gobierno ya envió notas de lo sucedido a instituciones internacionales como Unión Europea, Naciones Unidas, Organización de Estados Americanos, entre otros.
Además Bolivia ordenó la expulsión de dos funcionarios españoles. El 31 de diciembre misma suerte corrió María Teresa Mercado, embajadora mexicana.
El 28 de diciembre de 2019, Jorge Quiroga, expresidente de Bolivia y delegado presidencial del gobierno de Jeanine Áñez, pidió al presidente español Pedro Sánchez, asuma su responsabilidad en el incidente, también tacho al partido político Podemos «colonialismo de complicidad criminal» por la relación de este último con altos dirigentes del gobierno de Evo Morales, y expresó que tanto Sánchez como Podemos tienen miedo a lo que se pueda descubrir. El 30 de diciembre volvió a referirse a los agentes policiales españoles implicados en el incidente «con complejos de James Bond y delirios coloniales de Pizarro».
El 4 de enero de 2020, los miembros del Grupo Especial de Operaciones, que estuvieron implicados en el incidente, abandonaron el país sudamericano, dichos funcionarios en el Aeropuerto Internacional El Alto recibieron abucheos con frases como: «¡Fuera!», «¡Maleantes!», «¡Bolivia se respeta!» o «¡Bolivia libre!».
El 9 de enero de 2020, el fiscal boliviano Juan Lanchipa Ponce pidió a España brindar un informe sobre la implicación del Grupo Especial de Operaciones en la visita de funcionarios españoles a la embajada mexicana.

### Respuesta española
El gobierno español informó el 30 de diciembre que Cristina Borreguero, que lideraba al grupo, solo realizó una visita «exclusivamente de cortesía» y negando que tuviera como motivo «facilitar la salida de las personas que se encuentran asiladas en aquellas dependencias».
«En reciprocidad al gesto hostil del Gobierno interino de Bolivia» de expulsar a tres diplomáticos españoles del país, el Gobierno de España respondió con la notificación de la expulsión a tres miembros del personal diplomático boliviano en España. Retiró además a seis de sus funcionarios de Bolivia.

### Respuesta mexicana
El 30 de diciembre de 2019, México anunció que no expulsaría a ningún diplomático boliviano, ni rompería relaciones con el país sudamericano.
El gobierno mexicano defendió el 2 de enero de 2020 su política de asilo a favor de los funcionarios bolivianos del expresidente Morales. El 3 de enero el país norteamericano anunció que enviaría un encargado de negocios 'ad interim' para su representación a Bolivia.

## Intentos por superar el incidente
El 1 de enero, la Unión Europea pidió «superar» el incidente. El 2 de enero de 2020, Bolivia envió una delegación a España para «reencauzar» el incidente diplomático, y además nombró al viceministro de Relaciones Exteriores, Gualberto Rodríguez, como encargado de negocios en el país europeo. El 3 de enero, el gobierno boliviano informó a México que estaba dispuesto a dialogar una salida a la crisis diplomática mediante el encuentro de las dos cancillerías en un territorio neutral.
El 7 de enero de 2020, la canciller boliviana Karen Longaric recibió a Edmundo Font, nuevo encargado de Negocios interino de México en Bolivia.

### Implicación de Vox y PP
Vox junto con Partido Popular, ambos opositores al gobierno, anunciaron que llamarán a la ministra de Defensa Margarita Robles al Congreso de los Diputados por lo sucedido en Bolivia, según el líder de Vox, Santiago Abascal expresó que «lo que ha pasado en La Paz es gravísimo (...) ¿Trataba la embajada de España de ayudar a huir a asesinos y narcos cómplices de Morales?»
El 2 de enero de 2020 dos miembros de Vox, Víctor González Coello de Portugal y Hermann Tertsch, viajaron a Bolivia para investigar «los rarísimos eventos de estos últimos días por vías legislativas y judiciales» entre los cuales se encuentra las acciones del gobierno español liderado por Pedro Sánchez y los presuntos lazos de funcionarios de Morales con la fuerza Unidas Podemos y otros políticos socialistas. El 3 de enero de 2020, el eurodiputado Jorge Buxadé, que también forma parte de Vox, informó que el gobierno boliviano le brindó «información sensible» ante lo sucedido el 27 de diciembre de 2019.
El 4 de enero de 2020 el gobierno de Jeanine Áñez confirmó que coordinaría con Vox para la investigación de presuntos pagos ilícitos a políticos del partido Podemos con Movimiento Al Socialismo durante el gobierno del socialista Evo Morales, además citará a Bolivia a Pablo Iglesias, Juan Carlos Monedero, José Luis Rodríguez Zapatero, Íñigo Errejón y Baltasar Garzón. Ese mismo día la Fiscalía de Bolivia también ordenó investigar a los guardias españoles implicados en el incidente del 27 de diciembre de 2019.

### Implicación de MAS
El incidente diplomático fue muy criticado por legisladores del Movimiento Al Socialismo el 3 de enero de 2020, según ellos, esto traerá consecuencia con los tratados comerciales entre Bolivia y la Unión Europea, al tenerse implicado a uno de sus países miembros. También aseguraron estar preparando una posible interpelación a la canciller Karen Longaric, para que explique por qué consideró una «vulneración» la presencia española en la embajada de México.

### Sindicatos policiales
El Sindicato Unificado de Policía (SUP) español, en defensa de los agentes policiales que se vieron implicados en el incidente, denunció el empleo por parte del gobierno boliviano de la imagen para fines políticos de los agentes, que de acuerdo con el sindicato se habrían dedicado simplemente a «proporcionar escolta», a pesar de «las falsedades que está vertiendo» (el gobierno boliviano).